# Teorija baze podataka
Teorija baze podataka obuhvata širok opseg tema vezanih za studije i istraživanja u teorijskom domenu baza podataka i sistema za upravljanje bazama podataka.
Teoretski aspekti upravljanja bazama podataka obuhvataju između ostalog osnove jezika upita, teoriju kompleksnosti i ekspresivnu moć upita, teoriju konačnog modela, teoriju dizajna baza podataka, teoriju zavisnosti, osnove kontrole konkurentnosti i oporavka baza podataka, deduktivne baze podataka, temporalne i prostorne baze podataka, baze podataka u realnom vremenu, upravljanje neizvesnim podacima, probabilističkim bazama podataka, i Veb podacima.

## Literatura
- Abiteboul, Serge; Hull, Richard B.; Vianu, Victor (1995). Foundations of Databases. Addison-Wesley. ISBN 0-201-53771-0.
- David Maier (1983). „The Theory of Relational Databases. Copyright”.